# Жюси (Мозель)
Жюси (фр. Jussy) — коммуна на северо-востоке Франции, регион Гранд-Эст (бывший Эльзас — Шампань — Арденны — Лотарингия), департамент Мозель. Входит в кантон Арс-сюр-Мозель.

## Географическое положение
Жюси расположен в 280 км к востоку от Парижа и в 7 км к западу от Меца.

## История
- Историческое винодельческое поселение с древнеримских времён.
- В 869 году император Карл II Лысый отдал Жюси аббатству Сент-Арнульд.
- Во время осады Меца в 1444 году, Жюси был оккупирован армией короля Франции Карла VII.
- После поражения Франции во франко-прусской войне 1870—1871 годов вместе с Эльзасом и департаментом Мозель был передан Германии по Франкфуртскому миру.

## Демография
По переписи 2011 года в коммуне проживало 484 человека.

## Достопримечательности
- Замок Тенсо.
- Охранная башня.
- Лавуар (1850) по дороге на Во.
- Дома XVI—XVII веков.
- Фортифицированный дом XIII века.
- Церковь Сент-Илэр, XV век, готический неф, колокольня в романском стиле.